# Nephelomys
Nephelomys és un gènere de rosegadors orizominis que viuen als Andes, des de Bolívia fins a Veneçuela, amb una extensió occidental a les muntanyes de Costa Rica. El nom genèric Nephelomys significa ‘ratolí de la boirina’ i es refereix a la seva presència a les selves nebuloses. Durant molt de temps, les espècies d'aquest grup foren classificades en el si del gènere Oryzomys.